# Syntormon medogense
Syntormon medogense är en tvåvingeart som beskrevs av Wang 2006. Syntormon medogense ingår i släktet Syntormon och familjen styltflugor. Inga underarter finns listade i Catalogue of Life.